# Gliese 556
Gliese 556 è una stella che si trova ad una distanza di circa 44 anni luce dal sistema solare, nella costellazione del Boote.
Gliese 556 è una stella color giallo-arancione, di classe spettrale K3-V, appartenente quindi alla sequenza principale.
La sua magnitudine apparente è 7.32 mentre quella assoluta è +6,63.
Nomenclature alternative: HD-128165, HIP-71181, SAO-29196.